# 12168 Полко
12168 Полко (12168 Polko) — астероїд головного поясу, відкритий 25 вересня 1973 року.
Тіссеранів параметр щодо Юпітера — 3,221.